# Adam Przybylski (legionista)
Adam Przybylski (ur. w 1897 w Pabianicach lub w 1898 w Łodzi, zm. 25 października 1915 w Kopnem) – legionista Legionów Polskich, działacz niepodległościowy, kawaler Orderu Virtuti Militari.

## Życiorys
W czasie I wojny światowej walczył w szeregach 6. kompanii 6 pułku piechoty Legionów Polskich. Poległ 25 października 1915 w rejonie folwarku Kopne, w trakcie bitwy pod Kuklami i Kamieniuchą. 25 maja 1921 we wniosku o odznaczenie Orderem Virtuti Militari napisano: „w walkach o Kopne dnia 25 października 1915 legionista Przybylski Adam w lewobocznej osłonie pod dowództwem sierżanta Złocha powstrzymywał cofających się żołnierzy niemieckich i naszych. Bardzo dzielnie spisywał się w ataku na bagnety. Zginął uderzony odłamkiem granatu w krzyż”.
Matka Adama mieszkała w Łasku.

## Ordery i odznaczenia
- Krzyż Srebrny Orderu Wojskowego Virtuti Militari nr 5970 – pośmiertnie 17 maja 1922[10][11][12][13]
- Krzyż Niepodległości – pośmiertnie 22 grudnia 1931 „za pracę w dziele odzyskania niepodległości”[14][2][15]
- Krzyż Walecznych czterokrotnie[16]
- Krzyż Pamiątkowy 6 Pułku Piechoty Legionów Polskich (Krzyż Wytrwałości)[17]